# Krasne (rejon browarski)
Krasne (ukr. Красне) – wieś na Ukrainie, w obwodzie kijowskim, w rejonie browarskim, w hromadzie Zhuriwka. W 2001 liczyła 521 mieszkańców, spośród których 515 wskazało jako ojczysty język ukraiński, 3 rosyjski, a 3 białoruski.